# 天主教湘潭宗座监牧区
湘潭宗座監牧區（拉丁語：Praefectura Apostolica Siangtanensis），是天主教在中國湖南省設立的一個宗座監牧，直屬聖座。
1937年7月1日，羅馬教廷從長沙代牧区分設湘潭監牧區，屬義大利方濟各會管理。1999年，中國的官方教會將湖南省所有教區合併為一個「湖南教區」，但未受宗座承認。

## 歷任首牧

### 湘潭宗座監牧區宗座監牧
- Fr. Pacifico Calzolari, O.F.M. 1938年4月8日 – 1965年[1]

- 教座出缺（1965年-現在）
  - 屈藹林（Archbishop Methodius Qu Ai-lin），宗座署理。自選自聖，獲教宗認可，2012年4月25日